# Wokanda
Wokanda (z łac. vocanda) – sprawy do wywołania (przez woźnego sądowego) – wykaz spraw sądowych w kolejności, w jakiej mają być w danym dniu rozpatrywane.
Ze słowem wokanda stosuje się określenia:
- sprawa wchodzi na wokandę
- sprawa jest na wokandzie
- sprawa schodzi z wokandy
- np. pierwsza sprawa z wokandy itp.[2].